# Eschivat IV de Chabanais
Eschivat di Chabanais, in spagnolo e catalano Esquivat, francese e occitano Eschivat (verso la metà del secolo XIII – agosto 1283), fu Conte d'Armagnac, per diritto di matrimonio, dal 1255 al 1256 e conte di Bigorre, dal 1255 alla sua morte.

## Origine
Secondo il Procès pour la possession du comté de Bigorre (1254-1503), Eschivat di Chabanais era il figlio maschio primogenito del signore di Chabanais, Giordano di Chabanais e dell'erede della contea di Bigorre e della viscontea di Marsan, Alice di Montfort, che, secondo la La Vasconie. Tables Généalogiques, era la figlia primogenita del conte di Bigorre, Guido di Montfort e della viscontessa di Marsan e contessa di Bigorre, Petronilla, che ancora secondo la La Vasconie. Tables Généalogiques, era l'unica figlia del Conte di Comminges, visconte di Marsan e Contessa di Bigorre, Bernardo e della viscontessa di Marsan e Contessa di Bigorre, Beatrice III, che ancora secondo la La Vasconie. Tables Généalogiques, era l'unica figlia del Conte di Bigorre e visconte di Marsan, Centullo III, e della moglie, Matella di Baux (1125 - 1175), figlia di Raimondo I di Baux, italianizzato in Raimondo I del Balzo, 4° signore di Les Baux, e di Stefanetta di Provenza, sorella minore di Dolce di Carlat, e figlia del visconte di Millau, di Gévaudan, e di Carlat, Gilberto I di Gévaudan e della Contessa di Provenza, Gerberga (come ci viene confermato dalle Note dell'Histoire Générale de Languedoc, Tome II).

Giordano di Chabanais era figlio del signore di Chabanais, Guglielmo Eschivat di Chabanais e della moglie, di cui non si conoscono né il nome né gli ascendenti.

## Biografia
Verso il 1247, Eschivat rimase orfano di padre, e la madre, Alice, in quello stesso anno, si sposò, in seconde nozze, col signore di Champignelles, Rodolfo di Courtenay, figlio del signore di Châteaurenard, Roberto di Courtenay e della seconda moglie, Mahaut de Mehun.
Nel 1251, prima di morire, sua nonna, Petronilla redasse un testamento, come riportato dal Procès pour la possession du comté de Bigorre (1254-1503).
Petronilla morì, in quello stesso anno, nel Monastero d'Escala-Dieu, a Banheras de Bigorra., lasciando la contea di Bigorre al figlio di Alice, Eschivat e la viscontea di Marsan all'altra figlia, Mathe.
Sua madre, Alice, succedette alla madre, nella Contea di Bigorre, in quanto tutrice di Eschivat.
Nel 1254, nacque la sua sorellastra, Matilde di Courtenay, figlia di Alice e Rodolfo di Courtenay.
Sua madre, Alice, governò per pochi anni in quanto morì, nel 1255, e le succedette Eschivat, che nel documento n° III delle Pièces justificatives. Procès pour la possession du comté de Bigorre (1254-1503), viene riconosciuto come conte di Bigorre, dagli zii, Mathe († 1273), viscontessa di Marsan, sorellastra di sua madre, Alice, ed il marito, il visconte di Béarn, Gastone VII.
Eschivat, nel 1258, garantì la successione, al suo prozio (fratello del nonno Guido), il conte di Leicester, Simone V di Montfort, come da documenti n° IV, V, VI e VII del Procès pour la possession du comté de Bigorre (1254-1503); e la confermò, nel 1261, assieme al fratello, Giordano.
Eschivat, nel 1276, donò metà della contea alla sorellastra, Matilde di Courtenay, come da documento n° X del Procès pour la possession du comté de Bigorre (1254-1503).
Prima di morire, Eschivat, nel 1283, come conferma il libro primo della storia della Turenna, aveva nominato erede la sorella Laura, viscontessa consorte di Turenna.
Eschivat morì nell'agosto 1283; la Chroniques de Saint-Martial de Limoges riporta che morì in Navarra, a causa della febbre Echivatus comes Bigorre et dominus de Cabanisio moritur in expeditione Navarrae, correptus a febribus, e gli succedette la sorella Laura succedit ei domina Lora, soror sua.

Alla morte di Eschivat, il visconte di Béarn, Gastone VII († 1290) rivendicò la contea in nome della figlia, la viscontessa di Marsan, Costanza di Moncada († 1310), come da lettera del primo settembre 1283, riportata nella Histoire de la Gascogne depuis les temps les plus reculés jusqu'à nos jours. Tome 6.

## Matrimoni e discendenza
Eschivat, secondo lo storico Jean de Jaurgain, aveva sposato la contessa d'Armagnac, Mascarose di Lomagne, ma dal matrimonio non erano nato alcun discendente, come confermano sia Jean de Jaurgain, che Pierre de Guibours, detto Père Anselme de Sainte-Marie o più brevemente Père Anselme.
Dopo essere rimasto vedovo, Eschivat, nel 1256, ancora secondo Père Anselme, si sposò, in seconde nozze, con Agnese o Inès di Foix († dopo il 1256), figlia del Visconte di Castelbon, Signore di Andorra e conte di Foix, Ruggero IV e della moglie, Brunisenda di Cardona, figlia di Ramon Folch, visconte di Cardona, e di Inés, dama di Tarroja de Segarra.

Eschivat non ebbe discendenza neppure da Agnese.

### Fonti primarie
- (LA)  Chroniques de Saint-Martial de Limoges.
- (LA)  Histoire de la Gascogne depuis les temps les plus reculés jusqu'à nos jours. Tome 6.
- (FR)  Histoire généalogique de la maison d'Auvergne et de Turenne.
- (LA)  Histoire généalogique et chronologique de la maison royale de France, tous III.
- (OC, FR)  Chroniques romanes des comtes de Foix.

### Letteratura storiografica
- (FR)  LA VASCONIE.
- (FR)  Histoire générale de Languedoc, Notes, tomus II.
- (LA)  (FR)  Procès pour la possession du comté de Bigorre (1254-1503).